# Carl Smith
Carl Smith (ur. 15 marca 1927 w Maynardville, zm. 16 stycznia 2010 w Franklinie) – amerykański muzyk country.

## Życiorys
Carl Smith karierę wokalną rozpoczął w radiu Knoxville, gdy był jeszcze w liceum. Do 1956 roku występował w audycji radiowej Grand Ole Opry. Od 1964 do 1969 prowadził swój własny show w kanadyjskiej telewizji. W latach 50. Smith nagrał 41 singli, w tym hity „Are You Teasing Me”, „Back Up Buddy” i „Hey Joe!”. W 2003 roku został wprowadzony do Music Hall of Fam.

### Życie prywatne
W latach 1952–1957 jego żoną była June Carter; z tego związku miał córkę. W 1957 ożenił się z piosenkarka country Goldie Hill, z którą miał troje dzieci.